# 阿法纳西·梅利尼琴科
阿法纳西·孔德拉季耶维奇·梅利尼琴科（俄语：Афанасий Кондратьевич Мельниченко，1923年7月22日—2008年10月6日）苏联党和国家领导人，医疗工业部部长。

## 生平
出生于葉卡捷琳諾斯拉夫省（现乌克兰境内）。在敖德萨制药所工作。1941年加入苏联红军。1959年至1964年担任中央药物研究所所长。1964年至1968年担任莫斯科列宁斯基区委第一书记。
1975年至1985年间担任医疗工业部部长，在他的领导下，苏联医疗行业相关企业和组织药物年产量增加了12-13％，几乎完全满足了全国人民对药品的需求。
2008年10月6日在莫斯科逝世，安葬于特罗耶库罗夫公墓。

## 荣誉
- 十月革命勋章
- 一级卫国战争勋章
- 劳动红旗勋章
- 红星勋章（1943年）[3]
- 荣誉勋章
- 友谊勋章（捷克斯洛伐克，1983年10月27日）[4]